# Isochilina
Isochilina is een geslacht van uitgestorven kreeftachtigen uit de klasse van de Ostracoda (mosselkreeftjes).

## Soorten
- Isochilina amiana Ulrich, 1891 †
- Isochilina amii Jones, 1891 †
- Isochilina apicalis Ulrich & Bassler, 1932 †
- Isochilina arctica Poulsen, 1927 †
- Isochilina aspera Copeland, 1965 †
- Isochilina biensis (Gruenewaldt, 1860) Bassler & Kellett, 1934 †
- Isochilina bilabiata Raymond, 1937 †
- Isochilina brevimarginata Solle, 1935 †
- Isochilina columbina Bassler, 1932 †
- Isochilina convexa Roy, 1941 †
- Isochilina copelandi Berdan, 1984 †
- Isochilina cristata (Whitfield, 1889) Jones, 1890 †
- Isochilina dawsoni Jones, 1891 †
- Isochilina egressa Poulsen, 1927 †
- Isochilina erratica Krause, 1891 †
- Isochilina eximia Raymond, 1937 †
- Isochilina formosa (Barrande, 1872) Glebovskaja, 1936 †
- Isochilina gigantea (Roemer, 1858) †
- Isochilina gracilis (Jones, 1858) Jones, 1891 †
- Isochilina gregaria (Whitfield, 1889) Jones, 1890 †
- Isochilina labrosa Jones, 1889 †
- Isochilina latimarginata (Jones, 1891) Bassler & Kellett, 1934 †
- Isochilina limbata Defretin, 1950 †
- Isochilina lineata Jones, 1890 †
- Isochilina musculosa Foerste, 1909 †
- Isochilina ottawa (Jones, 1858) Jones, 1884 †
- Isochilina panolensis Foerste, 1906 †
- Isochilina perporosa Poulsen, 1927 †
- Isochilina punctata (Eichwald, 1860) Jones, 1881 †
- Isochilina pygmaea (Ruedemann, 1901) Pribyl, 1950 †
- Isochilina signifera Ulrich & Swain, 1957 †
- Isochilina suavis Poulsen, 1927 †
- Isochilina sweeti Chapman, 1918 †
- Isochilina tenuifilum Raymond, 1937 †
- Isochilina variana Cullison, 1938 †
- Isochilina varians Solle, 1935 †
- Isochilina vaurealensis Bassler, 1927 †
- Isochilina venosculptilis Swartz, 1949 †
- Isochilina whiteavesii Jones, 1891 †